# 18 Pułk Armat Polowych (austro-węgierski)
18 Pułk Armat Polowych Austro-Węgier – samodzielna jednostka cesarsko-królewskiej artylerii Armii Austro-Węgier.
Nazwa niemiecka: Feldkanonenregiment 18.

## Skład
- Dowództwo
- 4 x bateria po 6 armat 8 cm FK M.5.
- bateria rezerwowa.

## Dowódca 1914
OberstleutnantHugo Bilimek.

## Dyslokacja 1914
Garnizon Preszów.

## Podporządkowanie w 1914
VI Korpus, 6 Brygada Artylerii Polowej.